# Remington Модель 30
Remington Модель 30 спортивна американська гвинтівка міжвоєнного періоду створена на базі затвора гвинтівок P14/M1917 Enfield, які випускали для британського та американського урядів під час Першої світової війни. В початкових зразках використовували надлишкові військові деталі з деякими модифікаціями. Це було зроблено з метою використати запаси деталей, хоча при подальшому виробництві вносили модифікації, а тому пізніші зразки виробляли з нових деталей. Більшість ранніх гвинтівок використовували військовий набій .30-06 калібру, який використовували в M1917, але їх випускали і під інші набої. Це стала перша потужна спортивна гвинтівка з ковзним затвором виробництва компанії Remington. Дехто може не погодиться з цим твердження, оскільки компанія Remington виготовляла спортивну гвинтівку Remington Lee у 1899-1909 роках, було виготовлено 1446 одиниці в різних калібрах.

## Конструкція
Затвор представляв собою модифіковану конструкцію Mauser з двома передніми виступами та заднім запобіжним виступом де руків'я затвора входить в отвір ствольної коробки. Затвор був великим, сильним і міцним і тому ідеально підходив для потужних спортивних патронів. Гвинтівка мала внутрішній коробчастий магазин та екстрактор-коготь, як у Маузера для контрольованого живлення набоями. Стволи перших версій були такої самої форми як і військові, окрім того, що вони були полірованими та вороненими.  Початково ударно-спусковий механізм був військовим двоступінчастим. Remington використовував ту ж сталь і термічну обробку, як для гвинтівок M1917, але покращила допуски та стандартну обробку. Затвори були випробувані на тиск 70 000 psi (482,6 МПа).

## Історія
В 1918 році, після закінчення Першої світової та скасування контрактів на виробництво P14 та M1917, компанія Remington мала два заводи (основний в Іліоні та дочірній в Еддістоуні), обладнання на яких було пристосоване для виробництва M1917, крім того залишилася велика кількість деталей. Було прийнято рішення зробити спортивну версію гвинтівок P14-M1917 на заводі в Іліоні. В 1921 році Remington представила спортивну гвинтівку Модель 30 High Power під набій калібру 30-06 Springfield. Ранні моделі відрізнялися від військових гвинтівок видаленням виступаючих захисних пластин цілика та механічною обробкою перемички ствольної коробки до того ж діаметру, що й кільце ствольної коробки, а також випрямленням пластини нижньої частини. Ці зміни зробили гвинтівку кращою, але місткість магазина було зменшено з 6 до 5 патронів. Ствол мав військовий профіль, але зменшений до 24 дюймів. Затвор зі стволом розташовано в ложі спортивного типу з американського чорного горіху з клювеподібною цівкою та сталевим рифленим затильником для запобігання ковзанню. Прости апертурний приціл було встановлено на мосту ствольної коробки за допомогою ластівчиного хвосту. Цей приціл скоро замінили на новий, яку розташовувася на стволі. Функція зведення при закриванні, як у Enfield, з двоступеневим військовим УСМ було залишено. В 1926 році ложа отримала вищий та товщий гребінь. Було додано поперечний затвор, а також насічки на пістолетне руків'я та цівку. Була розкішна версія Модель 30S, яку випускали в 1930–1932 році з покращеною конструкцією та картатим ложем, з прицілом Lyman 48 на ствольній коробці мала назву Модель 30 Express.
В 1932–1933 роках було внесено суттєві зміни. Зведення затвора відбувалося під час піднімання руків'я, а УСМ було вкорочено, дія стала одноступенева. Функція зведення при закриванні типу Enfield, яку використовували до цього часу, було взято з оригінальних гвинтівок P14 та M1917, спочатку була призначена для можливості швидкого ведення вогню. Проте, така функція була не потрібна для спортивних гвинтівок, а тому американські спортсмени надавали перевагу зведенню при відкриванні затвора як у гвинтівок Mauser M98 та M1903 Springfield, тому затвор було замінено. Серед інших змін 1932 року зміна позначення Модель 30A (до цього M30), Модель 30R (карабін), крім того було встановлено плаваючий ствол замість попередньої системи кріплення де ствол торкався передньої частини ложі. В 1939 році всі ствольні коробки свердлили і робили різьбу для встановлення прицілу. Виробництво було припинено в 1940 році з появою Моделі 720. Модель 720 стала останнім покращенням оригінального затвора Enfield від компанії Remington і перебувала у виробництві лише кілька років. В 1948 році її замінили спрощені гвинтівки Model 721 and 722, на базі яких було створено Модель 700, яка стала популярною і яку виробляють до тепер.

## Виробництво
Модель 30 мала ствол довжиною 24 дюйми і випускалася лише під набій .30-06 Springfield (1921–1925)- з серійними номерами від 00001 до 30600. Було випущено приблизно 3000 одиниць. З 1924 по 1925 роки випускали карабін з довжиною стволу 20 дюймів, також лише під набій .30-06 Springfield. Обидві ці моделі в 1926 році замінила покращена Модель 30 Express. Модель 30 Express була представлена в кількох конфігураціях - базова 30A зі стволом довжиною 22 дюйми, під набої .30-06 Springfield, .25 Rem, .30 Rem, .32 Rem, .35 Rem, 7mm Mauser, .257 Roberts. На цих гвинтівках апертурний приціл на ствольній коробці було замінено на звичайний цілик встановлений на стволі. Гвинтівки також були представлені в більш дорогих версіях: Делюкс або "Special" 30S, яка в 1930 році стала Моделлю 30SL, 30SR з прицілом Redfield Optics, 30SX з прицілом Lyman та 30SM апертурним прицілом Marble-Goss. Ці моделі "Special" мали стволи довжиною 22 або 24 дюйми, обрані ложі. Один варіант Модель 30R Carbine було представлено в 1927 році зі стволом довжиною 20 дюймів і заряджалася набоями .25 Rem, .30 Rem, .32 Rem, .35 Rem та 30-06. В період з 1926 по 1940 роки було випущено 22800 одиниць лінійки Express 30 та її варіантів. Серійні номери від 00001 по 30560.
ФБР придбали кілька гвинтівок Моделі 30-S під набій .30-06 після бійні в Канзас-Сіті в 1933 році.
- Модель 30 зараз є дуже популярною серед колекціонерів, якщо вона в гарному стані. Особливо цінують гвинтівки під інший набій ніж .30-06, які є значно дорожчими за базові Моделі 30.[4][5]

В 1934 році Гондурас придбав версію гвинтівки під набій 7×57mm, яка відома як Модель 1934.